# Migdiada
|  | No s'ha de confondre amb becaina. |

La migdiada, horeta o sesta, és un costum que consisteix a descansar una estona (alguns minuts, en general, entre vint i trenta, tot i que pot arribar a durar un parell d'hores) després de dinar, fent una dormida breu que permet recuperar-se per a la resta de la jornada. Fer la migdiada és comú (i ho era encara més abans) a Espanya i a l'Amèrica Llatina, però també a França, Itàlia, Croàcia, Malta, Grècia, el Pròxim Orient i l'Àfrica del Nord; i també a l'Índia i Bangladesh, Xina i Taiwan, Japó i Filipines.
Aquest costum té una explicació biològica: és una conseqüència natural del descens de la sang després del dinar des del sistema nerviós cap al sistema digestiu, cosa que provoca una certa somnolència. A més, també hi contribueix el costum hispànic de fer l'àpat més important del dia precisament al migdia, a diferència d'altres països on això se sol fer al matí. I, fins i tot, la cronobiologia: independentment de si s'ha dinat o no, la depressió postprandial s'esdevé aproximadament a les vuit hores d'haver-se llevat. D'altra banda, a les regions tropicals colonitzades per Espanya, i també a la metròpoli, situada al sud d'Europa, és en aquestes hores quan hi fa més calor, i fins i tot els animals (tant els salvatges com els domèstics) cerquen un refugi tan fresquet com sigui possible per a reposar.
Està demostrat científicament que una migdiada de fins a 30 minuts millora la salut en general i la circulació sanguínia en particular, i prevé l'angoixa, la pressió o l'estrès. A més a més, afavoreix la memòria i els mecanismes d'aprenentatge i proporciona la facultat d'allargar la jornada de treball, ja que permet resistir sense son i amb poc cansament acumulat fins ben avançada la nit. En canvi, fer una migdiada massa llarga pot alterar el rellotge biològic natural i causar insomni durant la nit.
Personatges de la talla d'Albert Einstein en van fer grans lloances. Winston Churchill, que va conèixer la siesta a Cuba, en fou molt entusiasta i en va treure un gran profit: durant la Segona Guerra Mundial solia treballar sense descans fins a les dues de la matinada mentre els seus col·laboradors queien rendits de son i no entenien com ell podia seguir tant fresc. L'escriptor en llengua castellana Camilo José Cela, Premi Nobel de Literatura, amb el seu sarcasme habitual, va lloar la pràctica i el gaudi de la versió més llarga d'aquest costum tan espanyol tot dient que la siesta s'havia de fer "amb pijama, parenostre i orinal".
Nappuccino, a Barcelona, és la primera cafeteria del món que ofereix napping pods, una cafeteria on pots fer la migdiada.

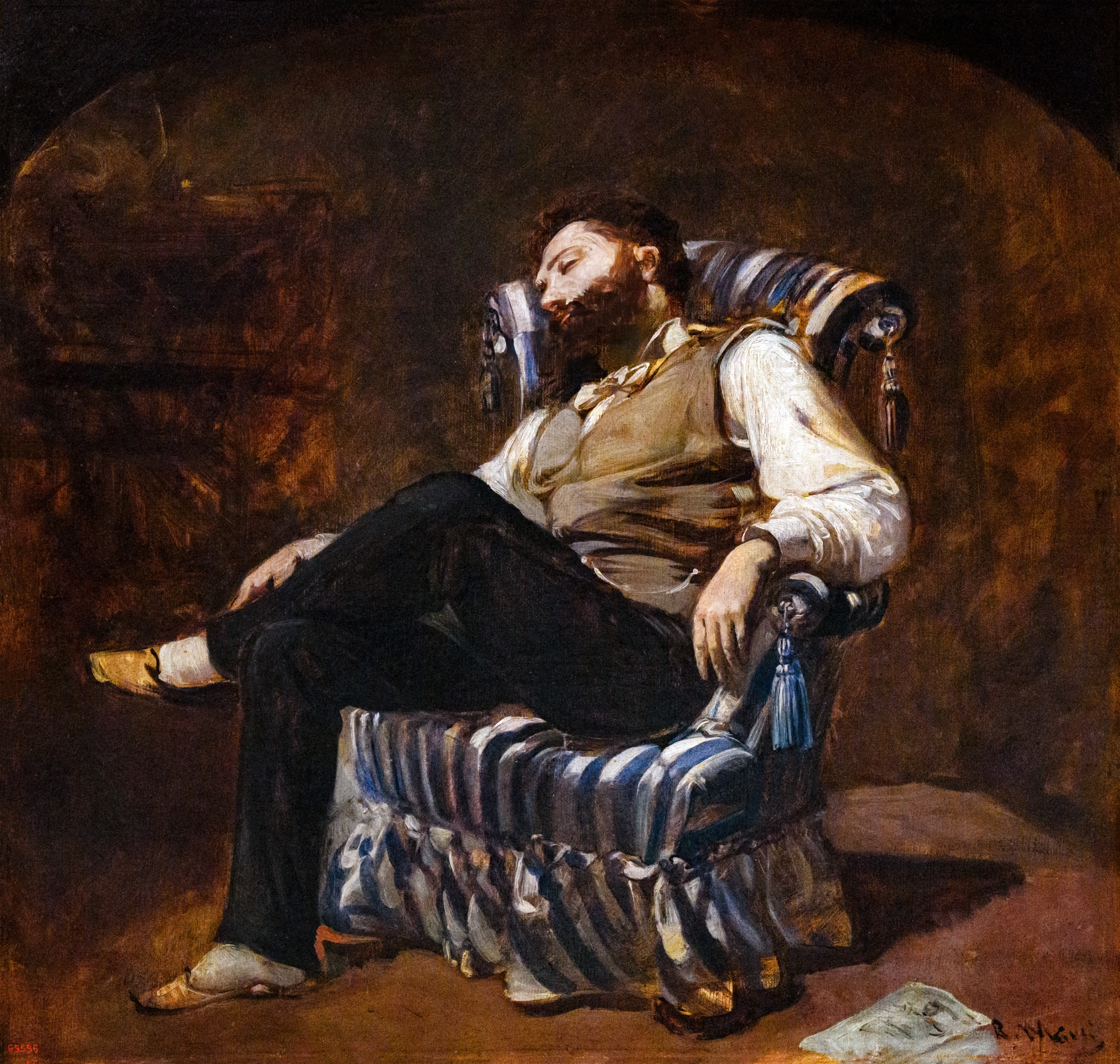
La migdiada, de Ramon Martí Alsina, cap a 1884.
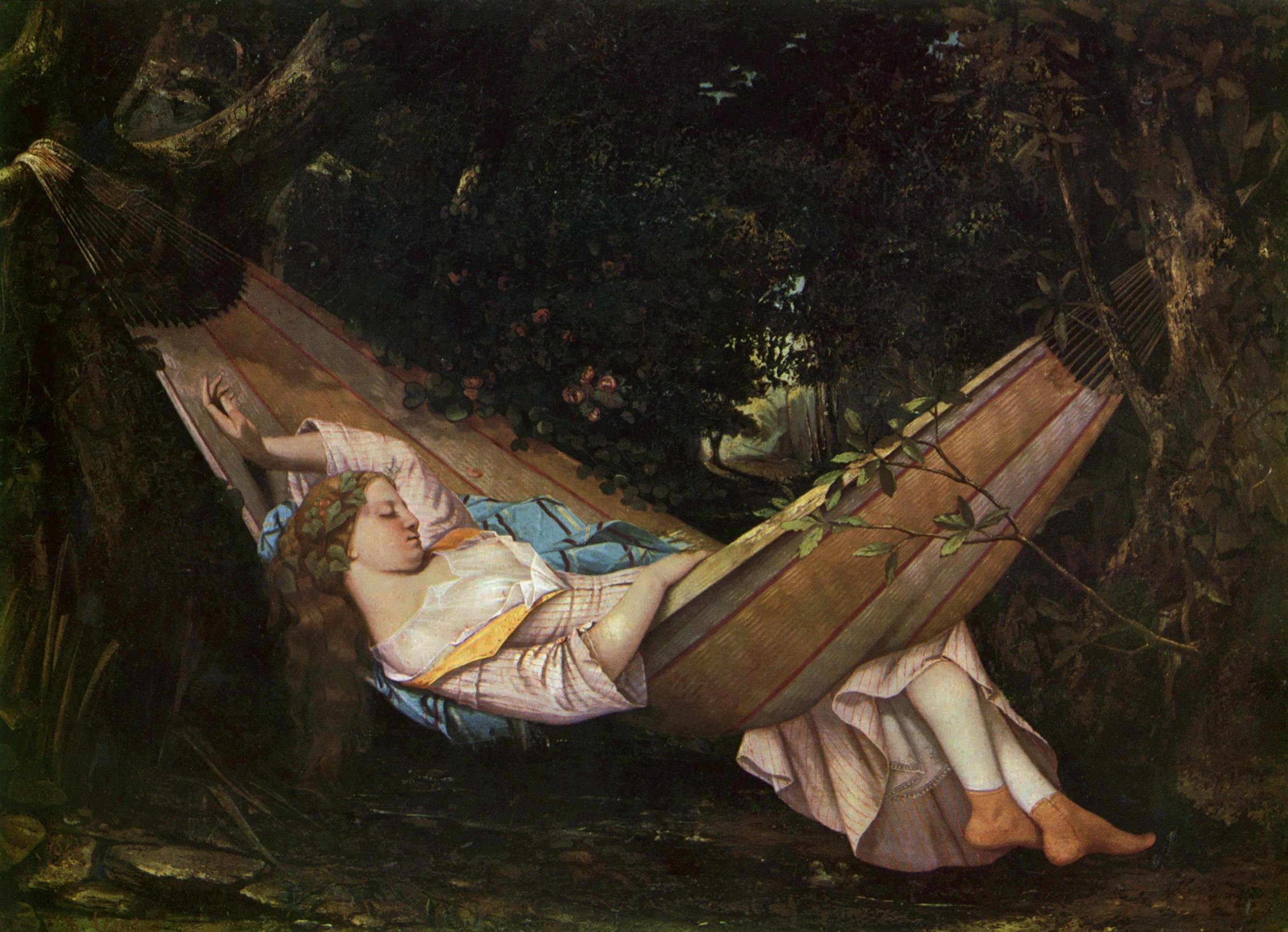
L'hamaca, de Gustave Courbet, 1844.
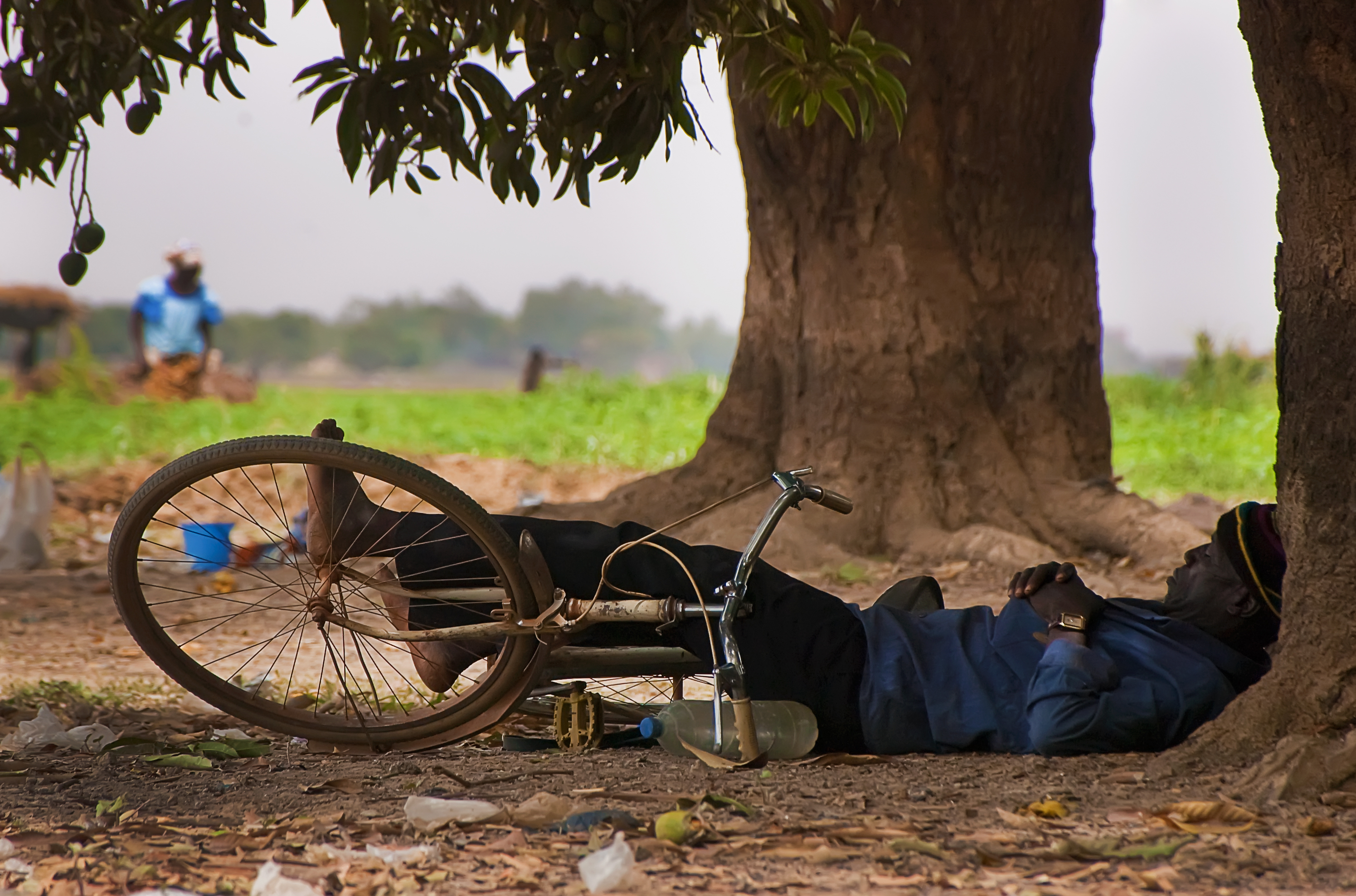
Migdiada a l'ombra d'un mango a Ouagadougou (Burkina Faso).
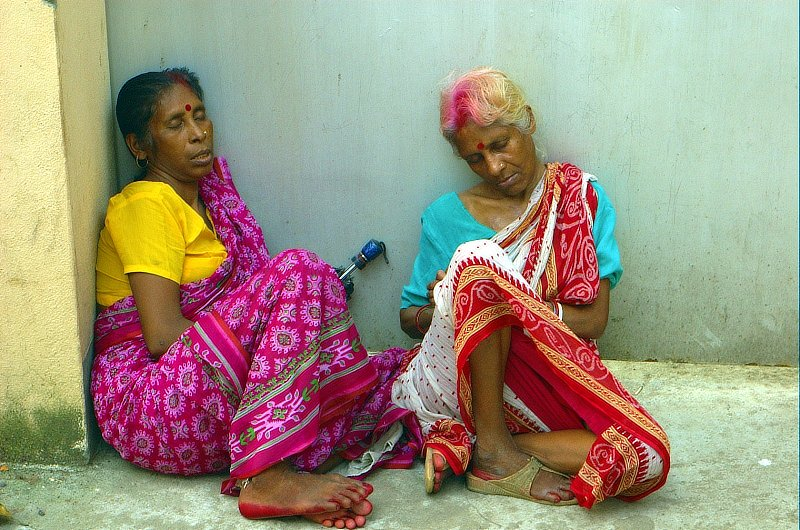
Migdiada a Bengala Occidental (Índia).
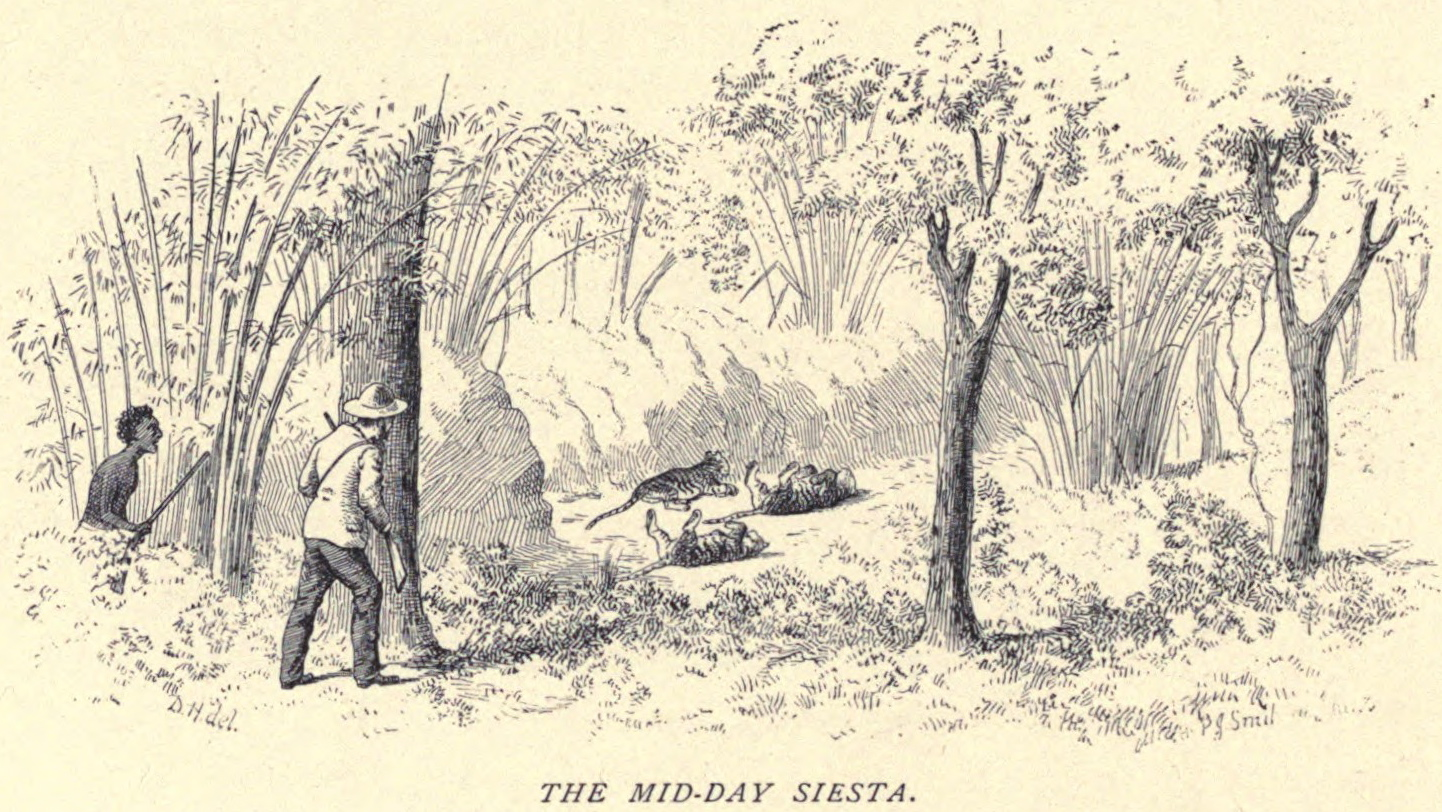
Dibuix de 1892 que representa la migdiada d'uns felins a la selva tropical.